# Паразитология
Паразитология — комплексная биологическая наука, изучающая явление паразитизма, биологию и экологию паразитов, а также вызываемые ими заболевания и меры борьбы с паразитами.

## Научные направления
Общая паразитология — изучает теоретические основы, принципы борьбы с паразитами различной этимологии.
Ветеринарная паразитология — раздел ветеринарии, изучающий паразитов животных и вызываемые ими заболевания и патологические состояния, способы профилактики заражения, способы лечения заражённого или заболевшего животного.
Медицинская паразитология — раздел медицины, изучающий паразитов человека и вызываемые ими заболевания и патологические состояния, способы профилактики заражения, способы лечения заражённого или заболевшего человека.
Делится на разделы:
- медицинскую протозоологию (представители типа простейшие)
- медицинскую арахноэнтомологию (представители типа членистоногие — клещи, насекомые)
- медицинскую гельминтологию (гельминты, паразитирующих у человека из типа плоских и круглых червей)

В своей системе паразитологических дисциплин академик К. И. Скрябин, учитывая животную и растительную природу паразитических организмов, разделяет этот комплекс на фитопаразитологию и зоопаразитологию.
Задачи медицинской паразитологии:
- изучение особенностей строения паразитов на всех стадиях развития, для точного определения вида
- изучение систематики объектов паразитологии, принадлежность к той или иной паразитической группе
- изучение взаимоотношения паразит-хозяин
- изучение особенностей цикла развития паразитов и переносчиков, установление путей циркуляции паразитов в природе и способы попадания в организм человека
- разработка научных основ диагностики и лечения паразитарных заболеваний на основании знания вредоносного действия паразитов, а также методов профилактики и борьбы с паразитами и переносчиками
- создание системы, обеспечивающей профилактику и ликвидацию паразитарных заболеваний